# آنتوان اولیویه پیلون
آنتوان اولیویه پیلون (انگلیسی: Antoine Olivier Pilon؛ زادهٔ ۲۳ ژوئن ۱۹۹۷) یک هنرپیشه اهل کانادا است.
از فیلم‌ها یا برنامه‌های تلویزیونی که وی در آن نقش داشته است می‌توان به به‌هرحال لارنس و مامان اشاره کرد.